# Герб Олонца
Исторический герб города Олонца — административного центра Олонецкого национального района Республики Карелия Российской Федерации.

## Описание герба
«В золотом поле выходящая из облака рука, держащая голубой щит, а под рукою на цепях четыре яблока»
 (описание от 16 августа 1781 года)

## Обоснование символики и история герба
Герб города Олонец — один из старейших городских гербов России, появившийся во времена Императора Петра Великого. Символ Олонца впервые появился в 1712 году на ротных знамёнах Олонецкого драгунского полка (командир М. Е. Мурзенко): «Красныя, пересеченныя желтымъ крестомъ, съ изображеніями: въ верхнемъ углу, у древка, золотой руки, съ щитомъ, выходящей изъ облаковъ, а посредине— четырехъ ядеръ». Как видно из рисунка знамени — рука держит лавровую ветвь, ядра скреплены четырёхлучевой стилизованной звездой («розой ветров») попарно и образуют книппель — снаряд корабельной артиллерии, два книппеля золотые, два других — чёрные.
Часть эмблемы для знамени полка была взята из книги «Символы и эмблемата», изданной в Амстердаме в 1705 году по указанию Петра I. Эмблема: «Рука, держащая щит и лавровую ветвь» имела девиз: «Sub clypeo» («Под щитом, под защитой»). Выходящая из облака рука на знамени означала «промысел божий». Лавровая ветвь — символ бессмертия, славы, победы или успеха. Ядра — указывали, что в Олонецкой округе строились корабельные верфи (Олонецкая верфь) и пушечные заводы, изготавливающие корабельные и крепостные пушки и ядра к ним.
По мнению историков, композиция на знамени Олонецкого драгунского полка отражала борьбу между Россией и Швецией за эти территории, накал которой приходится на период Северной войны (1700—1721).
В июне 1728 года Верховный тайный совет издал указ о введении нового образца полковых знамён с государственным и городским гербами. В 1729 году под руководством обер-директора над фортификацией генерала Б. К. Миниха и при участии художника А. Баранова был составлен Знамённый гербовник. 3 марта 1730 года новые гербы для полковых знамён были утверждены. Знамя Олонецкого полка имело следующее описание: «Олонецкой по старому рука белая из облака держит щит синий, высподи четыре ядра на цепях черные, поле жолтое».
По сравнению с образцом 1712 года в эмблему были внесены некоторые изменения: из руки исчезла лавровая ветвь и ядра стали соединяться цепями, и превратились в так называемые цепные ядра — специальный тип морских артиллерийских боеприпасов, представляющие собой два ядра, соединённые цепью и предназначенные для уничтожения мачт и парусов корабля противника. Согласно указу гербы Знамённого гербовника должны изображаться не только на полковых знамёнах, но и на печатях местных органов власти, то есть эмблема Олонецкого полка стала официальным символом Олонца.
В 1771 году Олонецкий драгунский полк был расформирован по лёгким полевым командам.
С 1727 года Олонец являлся административно-судебным центром Олонецкого уезда Новгородской провинции, в 1773 году — стал областным городом вновь созданной Олонецкой провинции. В 1776 году было образовано Новгородское наместничество, в составе которого была создана Олонецкая область, с пятью уездами, в том числе и Олонецким.
16 августа 1781 года императрицей Екатериной II вместе с другими гербами городов Новгородского наместничества был Высочайше утверждён герб города Олонца (ПСЗРИ, 1781, Закон № 15209).
Подлинное описание герба уездного города Олонца гласило:

«Городъ Олонецъ имеѣтъ старый гербъ. Въ золотомъ полѣ выходящая изъ облака рука, держащая голубой щитъ, а подъ рукою на цѣпяхъ четыре яблока».
По словарю Даля предметы, похожие на шары называли яблоками («Вещь шаром, схожая с яблоком»).
22 мая 1784 года было образовано Олонецкое наместничество с главным губернским городом Петрозаводском, куда ещё раньше, в 1782 году, было переведено из Олонца областное управление.
С гербами Петрозаводска и Олонца произошёл уникальный случай в истории геральдики, о чём сохранилось много свидетельств, — города поменялись геральдическими символами. Петрозаводск вместо утверждённого в 1781 году герба с новгородской верхней частью, стал использовать олонецкий герб. А уездному городу Олонцу был передан герб Петрозаводска без верхней новгородской части. Высочайшего решения на замену гербов не было.
4 октября 1788 года императрицей Екатериной II были Высочайше утверждены вновь сочинённые гербы городов Олонецкого наместничества. (ПСЗРИ, 1788, Закон № 16716).
Согласно указу, в верхней части вновь сочинённых гербов городов Олонецкого наместничества, а именно Лодейного Поля, Кеми, Повенца и Пудожа был поставлен герб Олонецкого наместничества (то есть герба Олонца, который с 1784 года неофициально использовался в качестве герба Петрозаводска около ста лет).
- Гербы городов Олонецкого наместничества 1788 года
- Лодейное Поле
- Кемь
- Повенец
- Пудож

11 июля 1802 года император Александр I своим указом утвердил герб Олонецкой губернии.
Подлинное описание герба Олонецкой губернии гласило:

«Гербъ города Олонца, въ золотомъ полѣ выходящая изъ облака рука, держащая голубой щитъ, а подъ рукою на цѣпяхъ четыре ядра».
В 1864 году, в период геральдической реформы Кёне, был разработан проект нового герба Олонца (официально не утверждён):«В чёрном щите золотой пояс, обременённый двумя чёрными ядрами, соединёнными такой же цепью; в вольной части — герб Олонецкой губернии; щит увенчан серебряной башенной короной и окружён золотыми колосьями, соединёнными Александровской лентой».
5 июля 1878 года император Александр II Высочайше утвердил гербы для сорока шести губерний и областей, в том числе и для Олонецкой губернии (ПСЗРИ, 1878, Закон № 58684).
Подлинное описание герба Олонецкой губернии гласило:

«Въ золотомъ щитѣ выходящая съ леваго бока изъ лазуревого облака, рука, внутрь обращенная, держащая лазуревый овальный щитъ, и сопровождаемая внизу четырьмя черными ядрами, соединенным таковымъ же изъ цѣпей косвеннымъ крестомъ. Щит увѣнчанъ Императорскою короною и окруженъ золотыми дубовыми листьями, соединенными Андреевскою лентою».
В советское время исторические гербы Олонца и Олонецкой губернии, которая просуществовала до 1922 года — не использовались.
19 апреля 1991 года решением Петрозаводского городского Совета народных депутатов (V сессия XXI созыва) был утверждён современный герб города Петрозаводска, который соединил в себе два исторических герба — герб Олонца и нижнюю часть герба Петрозаводска, утверждённых 16 августа 1781 года.
Современный герб Петрозаводска имеет следующее описание:

Герб города Петрозаводска состоит из щита, разделённого на две равные части. В верхней части щита на золотом поле изображены выходящая из правого бока, из лазурного облака рука, внутрь обращенная, держащая лазоревый овальный щит и сопровождаемая внизу четырьмя черными ядрами, соединёнными косвенным крестом из черных цепей. В нижней части герба Петрозаводска на разделённом 3 зелёными и 2 золотыми полосами поле изображены 3 железные молота, «в знак изобилия руд и многих заводов в сей области».
Исторический герб Олонца, включённый в герб Петрозаводска, также присутствует на флаге Петрозаводского городского округа, утверждённом 1 марта 2001 года решением IX сессией городского совета XXIV созыва (решение № XXIV/IX-175).
- В современных символах Петрозаводского городского округа присутствует герб Олонца
- Герб Петрозаводского городского поселения (2001 год).
- Флаг Петрозаводского городского поселения (2001 год).

В 2005 году Геральдический совет при Президенте Российской Федерации отклонил ходатайство о регистрации герба и флага города Петрозаводска в Государственном геральдическом регистре. Это решение было мотивировано тем, что в верхней половине герба Петрозаводска используется герб города Олонца — дореволюционной столицы Олонецкой губернии, на месте которой была основана Республика Карелия. Такая композиция, по законам геральдики, является выражением подчиненного положения столицы Карелии одному из её городов — Олонцу. Геральдический Совет рекомендовал администрации Петрозаводска восстановить историческую версию герба города — скрещенные молоты на зелено-золотом фоне.
В 2006 году администрация муниципального образования город Олонец обратилась в Геральдический совет для консультации о новом городском гербе. Геральдический совет при Президенте Российской Федерации в своём письме от 9 июня 2006 года рекомендовал восстановить для муниципального образования старинный герб города Олонца (но не Олонецкой губернии).
Решения о восстановлении исторического герба Олонца для современного города Олонца и Олонецкого городского поселения пока не приняты.

## Олонецкий герб на почтовых марках
В начале XX века на территории Олонецкой губернии Петрозаводская и Пудожская земские почты выпускали собственные марки. На марке Петрозаводской земской почты изображался герб Олонецкой губернии, на Пудожской — герб Пудожа, в верхней части которого — герб Олонца.
- Марки земской почты
- Марка Петрозаводской земской почты (1901, 3 копейки)
- Марка Пудожской земской почты (1903, 1 копейка)